# عمارة كاتدرائيات العصور الوسطى في إنجلترا

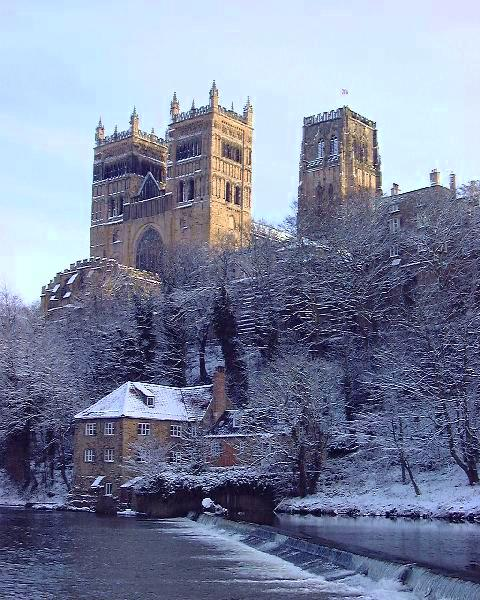
كاتدرائية دُرم

كاتدرائيات إنجلترا في العصور الوسطى التي يرجع تاريخها إلى ما بين نحو 1040 و1540، هي مجموعة مكونة من ستة وعشرين مبنى، تشكل جانبًا رئيسيًا من التراث الفني للبلاد، وهي من بين الرموز المادية الأكثر أهمية للمسيحية. توحدها وظيفة مشتركة على الرغم من تنوعها في الأسلوب. يعمل كل من هذه المباني ككنيسة مركزية لمنطقة إدارية (أو أبرشية) ويضم عرش الأسقف. تعمل كل كاتدرائية أيضًا كمركز إقليمي ومركز للمودة والفخر الإقليميين.
كانت ستة عشر فقط من هذه المباني كاتدرائيات في زمن الإصلاح، خدمت ثمانية منها شرائع علمانية، بينما خدمت الثمانية الأخرى شرائع رهبانية. يوجد خمس كاتدرائيات أخرى كانت عبارة عن كنائس دير سابقة أُعيد تشكيلها مع الكنسيين العلمانيين ككاتدرائيات لأبرشيات جديدة، على يد هنري الثامن بعد حل الأديرة، وهي تضم «كاتدرائيات المؤسسة الجديدة» مع الكاتدرائيات الرهبانية السابقة. استمرت كنيستان رهبانيتان من قبل الإصلاح ككنائس أبرشية لمدة 350 عامًا، ثم أصبحتا كاتدرائيتين خلال القرنين التاسع عشر والعشرين، وكذلك فعلت الكنائس الجماعية الثلاث في العصور الوسطى التي احتفظت بأسس عبادة الكورال.
تتميز هذه الكاتدرائيات بتنوعها المعماري سواء كان ضمن المبنى نفسه أو بمقارنتها مع كاتدرائية أُخرى، في الوقت الذي يوجد هناك خصائص لكل مبنى إنجليزي مميز. هذا هو الحال في كثير من كاتدرائيات العصور الوسطى في شمال فرنسا، فعلى سبيل المثال، تشكل الكاتدرائيات والأديرة الكبيرة مجموعة متجانسة نسبيًا، وبالتالي يمكن تتبع التطور المعماري بسهولة من مبنى إلى آخر.
تُشكل الطريقة التي يمكن بها عرض الكثير من تاريخ العمارة في العصور الوسطى داخل مبنى واحد يحتوي عادة على أجزاء مهمة بُنيت في عدة قرون مختلفة دون أي محاولة لجعل العمل الأخير يتطابق أو يتابع خطة سابقة، إحدى النقاط التي تهم الكاتدرائيات الإنجليزية. لهذا السبب، يجب على التسلسل الزمني المعماري الشامل أن يقفز إلى الخلف والأمام من مبنى لآخر. يوجد مبنى واحد هو كاتدرائية سالزبري، ظهرت فيها الوحدة الأسلوبية.

## خلفية

### تاريخيًا

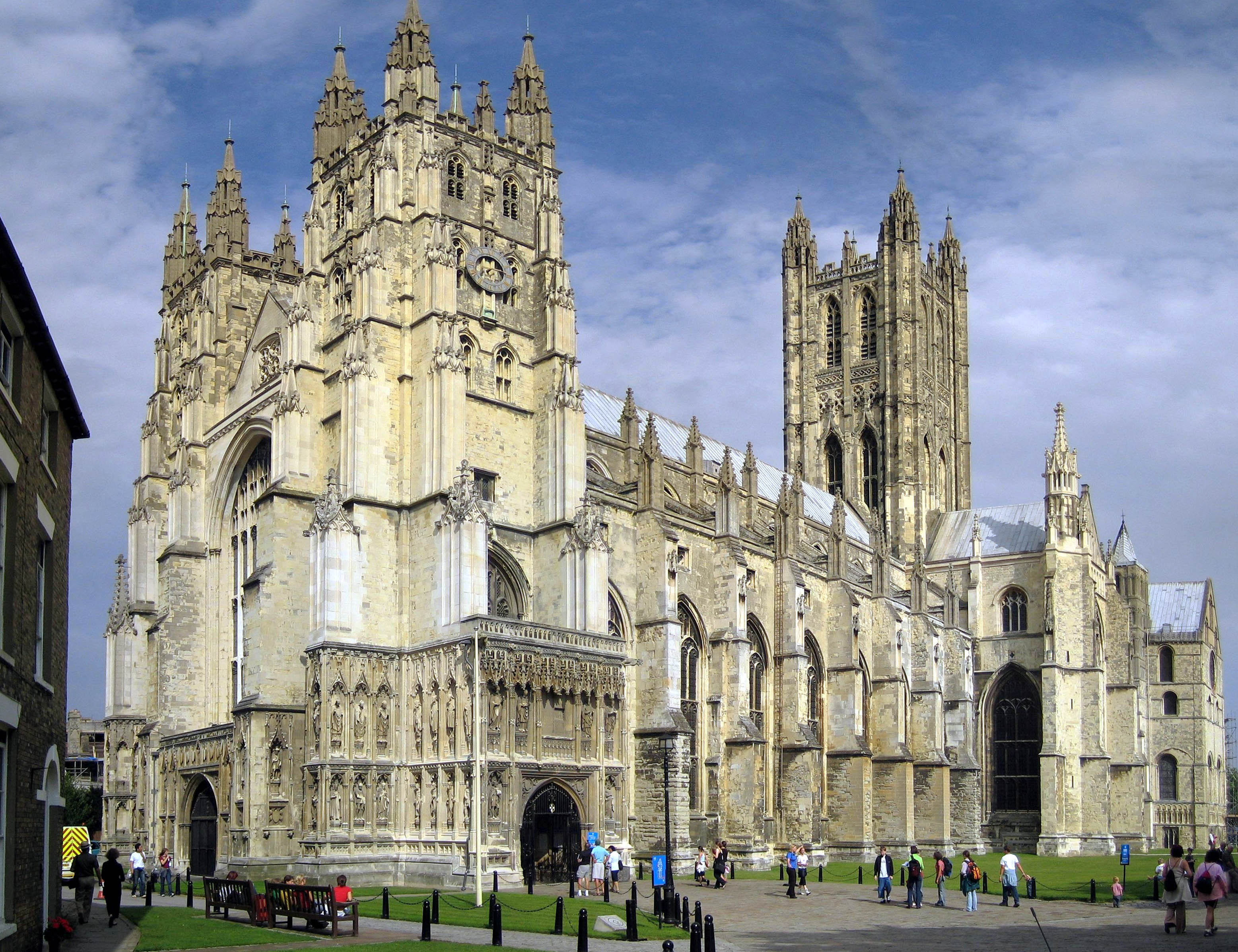
يرجع تأسيس بحر كانتربيريإلى عام 597 على يد القديس أوغسطين أسقف كانتربيري.

نقل الرومان المسيحية إلى إنجلترا لتنتشر بعدها في جميع أنحاء بريطانيا، ولكنها تضاءلت في القرن الخامس بسبب رحيل الرومان وغزو الساكسون. أرسل البابا، غريغوري أوغسطين مبشرًا من روما إلى كانتربيري في عام 597، حيث تأسست الكنيسة وأُديرت في البداية على يد كنسيين علمانيين، ثم على يد الرهبان البندكتيين في أواخر العصر السكسوني حتى عام 1540. تُعد الكنيسة الكاتدرائية الموجودة حاليًا في كانتربيري، المقر الرئيسي لرئيس أساقفة كانتربيري، وكبير الأساقفة في جميع أنحاء إنجلترا.
أصبحت إنجلترا كيانًا سياسيًا موحدًا قبل باقي الدول الأوروبية الأخرى، بداية على يد ألفريد العظيم في عام 871، وتوحدت على يد ويليام الفاتح في عام 1066. نتج عن ذلك أن أصبحت وحدات الحكومة سواء كانت كنيسة أو تابعة للدولة، كبيرة نسبيًا. قُسمت إنجلترا إلى بحر كانتربيري وبحر يورك الخاضعين لاثنين من الأساقفة. لم يتجاوز عدد الأساقفة 17 أسقفًا خلال فترة القرون الوسطى، وهو عدد أقل بكثير من ذاك الموجود في فرنسا وإيطاليا.

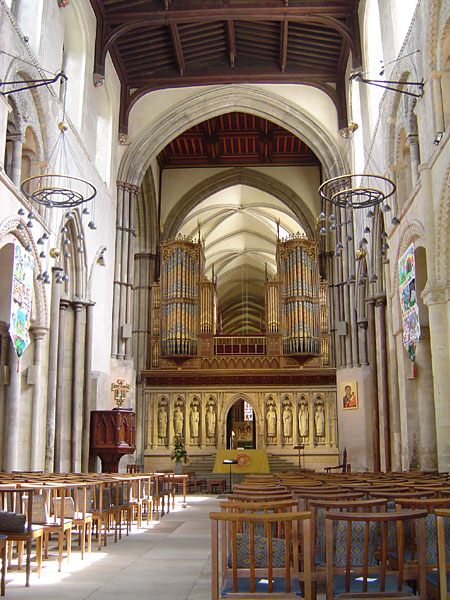
كاتدرائية روتشستر

امتدت الرهبنة البندكتية الموجودة في إنجلترا على نطاق واسع منذ القرن السادس بعد غزو النورمان في عام 1066. كان هناك أيضًا عدد من الأديرة السيسترسية، لكنها غالبًا ما أُقيمت في مناطق نائية ولم يُقدر لها أن تصبح كاتدرائيات. حلت العمارة الرومانسيكية في نورماندي، محل إنجلترا الأنجلوسكسونية حيث كانت المباني أكبر حجمًا وأكثر اتساعًا بشكل عام، واتبع الترتيب العام للمباني الرهبانية مباني دير كلوني العظيم. طور النمط الرومانسيكي والذي يُعرف في الشكل الإنجليزي بالعمارة النورمانية الخصائص المحلية.
خلال فترة الغزو النورماني، كانت معظم الكاتدرائيات الإنجليزية غنية بالفعل، وعملت كمراكز رئيسية للنورمان، فقد تمكنوا من الحصول على المزيد من الأراضي التي كان يمتلكها في السابق ملاك الأراضي الإنجليز. علاوة على ذلك، أدى تطوير العشر كضريبة إلزامية على الإنتاج الزراعي إلى زيادة كبيرة في دخل رجال الدين الذين يشغلون المناصب. مُولت حملات البناء الكبيرة بجزئها الأكبر أو كليًا من الثروة المتراكمة للأسقف أو رجل دين الإصحاح، على الرغم من أن جميع الكاتدرائيات جمعت تبرعات من المصلين والحجاج. حدد توافر التمويل سرعة البناء للمشاريع الكبرى إلى حد كبير، وفي حال كان المال متاحًا، استمرت أعمال الكاتدرائية بسرعة كبيرة. بُنيت كاتدرائية كاملة في وينشستر في فترة النورمان بدءًا من الصفر عام 1079، تميزت بحجمها غير المسبوق واستغرق بناؤها أقل من 20 عامًا.
كان تبجيل القديسين أحد الجوانب المهمة في ممارسة المسيحية في العصور الوسطى، إلى جانب الحج إلى الأماكن التي دُفنت فيها ذخيرة قديسين معينين وتكريم تقاليدهم. كانت حيازة ذخيرة قديس مشهور مصدر تمويل للكنيسة، إذ يقدم أتباع الكنيسة تبرعات وهبات على أمل الحصول على المساعدة الروحية. من الأمثلة على هذه الكنائس، دير القديس ألبان الذي احتوى على ذخيرة أول شهيد مسيحي في إنجلترا، وريبون مع ضريح مؤسسها القديس ويلفريد، ودورهام التي بُنيت لإيواء جثة القديس كوثبرت من وليندزفارن والقديس إيدان، وإيلي مع ضريج القديسة إيثيلريدا ودير وستمنستر مع الضريح الرائع لمؤسسها القديس إدوارد المعترف وفي تشيتشيستر بقايا القديس ريتشارد وفي وينشستر بقايا القديس سويثون.

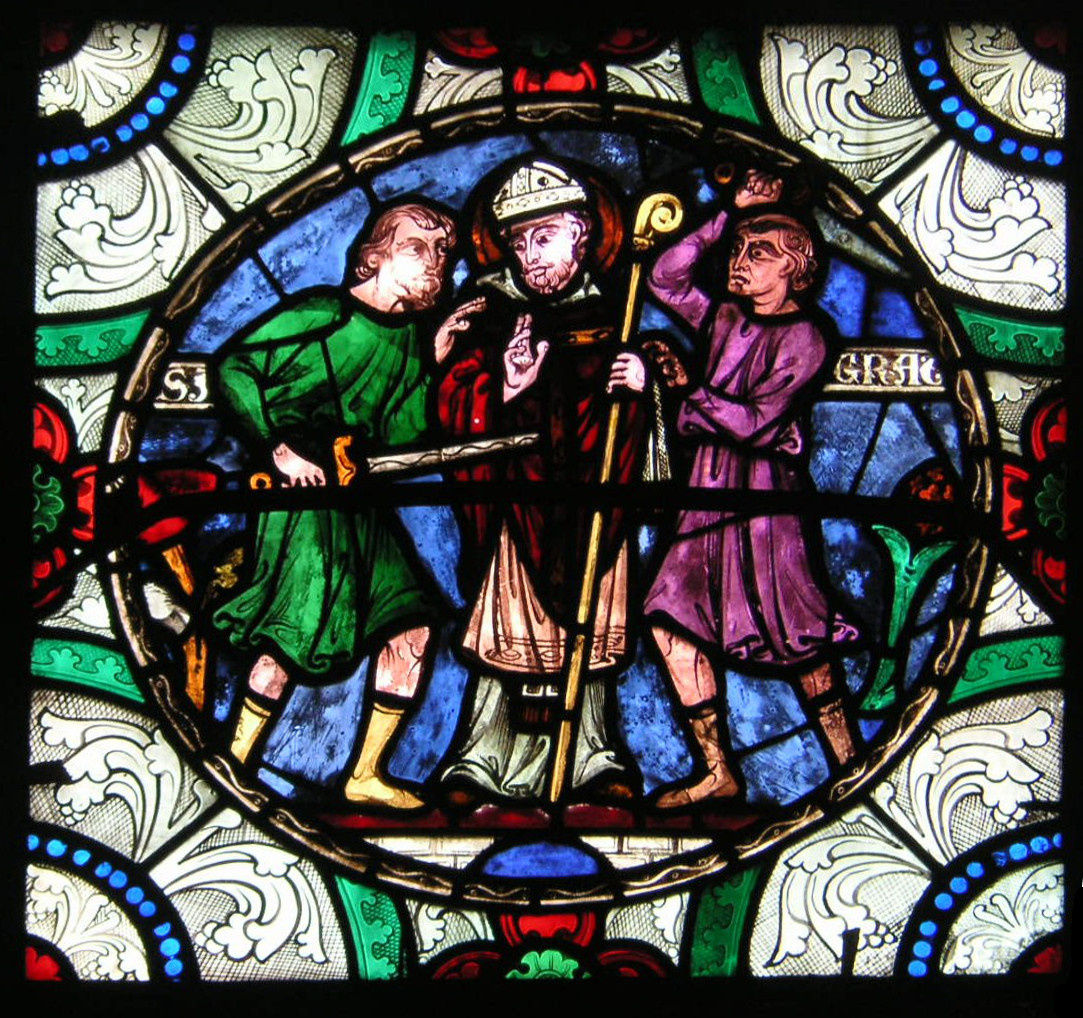
عادت ذخائر رئيس الأساقفة توماس بيكيت بالثروة الكبيرة على كاتدرائية كانتربري.

جلب جميع هؤلاء القديسين الحجاج إلى كنائسهم، وكان من بين الأكثر شهرة توماس بيكيت، رئيس أساقفة كانتربيري الراحل، الذي اغتيل على يد أتباع الملك هنري الثاني في عام 1170. جاءت كانتربيري باعتبارها مقصدًا للحج في المرتبة الثانية بعد سانتياغو دي كومبوستيلا في القرن الثالث عشر.
جاءت العمارة القوطية من فرنسا في عام 1170، إلى كانتربيري ودير وستمنستر، وتطورت في إنجلترا على مدى 400 عام، في بعض الأحيان بالتوازي مع الأشكال القارية ومن خلال التأثر بها، ولكن بشكل عام بالتوازي مع التنوع والأصالة العظيمتين المحليتين.
أحدث الإصلاح تغييرات في حكم الكاتدرائيات في القرن السادس عشر، وأصبحت بعض المباني الموجودة كاتدرائيات في هذا الوقت. تضررت العديد من المباني من الناحية الهيكلية أو تُركت غير مكتملة بسبب تفكك الأديرة بين عامي 1537- 1540. سُرقت العديد من كنائس الدير الكبيرة وخاصة تلك الموجودة خارج المدن وأُحرقت وهُجرت أيضًا. شهد أواخر القرن السادس عشر وأوائل القرن السابع عشر إصلاحات لنسيج الكاتدرائيات وبعض المباني الجديدة والزجاج الملون بالإضافة إلى العديد من التركيبات الجديدة.
حدث خلال فترة الكومنولث بين عامي 1649- 1660 تحطيم لعدد كبير من الأيقونات من العناصر التصويرية للمباني المسيحية. تحطمت أو شُوهت معظم تماثيل إنجلترا في العصور الوسطى ومعظم الزجاج المعشق، ولم يتبق سوى عدد قليل من الأمثلة المعزولة، واختفت تقريبًا لوحات القرون الوسطى. أُحرقت الصداري المطرزة على الطراز الشهير المعروف باسم أوبوس أنغليكانوم. صُهرت أواني المناولة التي تعود للقرون الوسطى والتي نجت من الذوبان، ولم يتبق منها سوى 50 قطعة فقط من بقايا أواني الكنيسة قبل الإصلاح.
جلب عصر استرداد الملكية في عام 1660 بعض الترميم للكنائس والكاتدرائيات مثل تلك الموجودة في كاتدرائية ليتشفيلد على يد السير ويليام ويلسون، وإثرائها بتجهيزات جديدة وأطباق مناولة جديدة والعديد من النصب التذكارية المتقنة. أدى فقدان كاتدرائية القديس بول في حريق لندن الكبير في عام 1666 إلى بناء السير كريستوفر رن للكاتدرائية الجدية تمامًا وهي كنيسة القديس بول الحالية، على الطراز الباروكي.